# ハリオシギ
ハリオシギ（針尾鴫、学名：Gallinago stenura）は、チドリ目シギ科に分類される鳥類の一種である。

## 分布
主にロシアのシベリア地方で繁殖し、冬はインド、東南アジアへ渡り越冬する。
日本では、春と秋に各地で旅鳥として渡来するが、数は少ない。ただし、チュウジシギ、オオジシギと酷似しているため、混同されて記録から漏れている可能性も高い。南西諸島では少数が越冬し、また本土に比べて観察例も多い。

## 特徴
全長約25cm。体型や体色は他のジシギ類と似ており、特にチュウジシギと酷似する。体全体は黒褐色と黄褐色がまだら状に混じっている。他のジシギ類と比べると尾が短く、翼を閉じたときには尾羽の先端は翼の先端よりわずかに突出する程度である。尾羽は通常26枚だが、22-28枚の例もある。尾羽の外側6-8対は針状で細い（これが和名の由来である）。

## 生態
非繁殖期には、水田や湿地、草地、湿地などに生息する。単独もしくは数羽で生活する。繁殖期には草原などに生息する。
食性は動物食で、嘴で地表をつついたり地中に差し込んだりしながら、ミミズ類や昆虫類を捕食する。
地面の窪みに営巣し、産卵数は普通4卵。抱卵日数は約20日で、雌だけが抱卵する。
鳴き声は「ジェッ」または「ジャッ」。タシギとよく似ており聞き分けは困難。